# Charlotte Ross
Charlotte Ross (ur. 21 stycznia 1968 w Winnetce w stanie Illinois, USA) – amerykańska aktorka filmowa i telewizyjna.
Dwukrotnie, w roku 1990 i 1991, była nominowana do nagrody Emmy za rolę Eve Baron Donovan w operze mydlanej Dni naszego życia (Days of Our Lives). W serialu występowała w latach 1987–1991. Od 2001 do 2004 roku, przez trzy sezony, wcielała się w postać detektyw Connie McDowell w serialu Nowojorscy gliniarze (NYPD Blue). Wcześniej, w 1998 roku, w dwóch odcinkach tego serialu wystąpiła w roli Laurie Richardson.
W 2002 roku znalazła się na pozycji sześćdziesiątej ósmej plebiscytu na najseksowniejsze kobiety świata według magazynu Stuff.
18 października 2003 roku poślubiła Michaela Goldmana, z którym wychowuje syna, Maxwella Rossa Goldmana. Ma młodszego brata George'a, który jest pisarzem.